# Les Hauts de Forterre
Les Hauts de Forterre község Franciaország Burgundia-Franche-Comté régiójában, Yonne megyében. Új községként 2017. január 1-jén jött létre Taingy, Fontenailles és Molesmes község egyesítésével. A korábbi községek egyesülésekor az új község lélekszáma 539 fő lett. Lakosainak száma 481 fő (2022. január 1.).

## Népesség
| Lakosok száma | 536  | 509  | 496  | 499  | 499  | 499  | 481  |
|               | 2015 | 2017 | 2018 | 2019 | 2020 | 2021 | 2022 |